# Goniagnathus turkestanicus
Goniagnathus turkestanicus är en insektsart som beskrevs av Kusnezov 1929. Goniagnathus turkestanicus ingår i släktet Goniagnathus och familjen dvärgstritar. Inga underarter finns listade i Catalogue of Life.